# جون ديفيس باريس
جون ديفيس باريس (بالإنجليزية: John Davis Paris)‏ هو مبشر أمريكي، ولد في 22 سبتمبر 1809 في ستونتون في الولايات المتحدة، وتوفي في 28 يوليو 1892 في Honaunau-Napoopoo, Hawaii ‏ في الولايات المتحدة.